# Backlash (album de Freddie Hubbard)
Pour les articles homonymes, voir Backlash.
 (avril 2017).
Si vous disposez d'ouvrages ou d'articles de référence ou si vous connaissez des sites web de qualité traitant du thème abordé ici, merci de compléter l'article en donnant les références utiles à sa vérifiabilité et en les liant à la section « Notes et références ».
Albums de Freddie Hubbard
Jam Gems: Live at the Left Bank (en)
(1965) High Blues Pressure (en)
(1968)
Backlash est le douzième album du trompettiste et compositeur de jazz américain Freddie Hubbard, sorti en 1967. Il s'agit du premier album paru sous le label Atlantic Records.

## Liste des titres
Toutes les chansons sont écrites et composées par Freddie Hubbard, sauf annotation.
| A1. | Backlash (Don Pickett)                         | 4:10 |
| A2. | The Return of the Prodigal Son (Harold Ousley) | 5:37 |
| A3. | Little Sunflower                               | 7:50 |

| B1. | On the Que-Tee                   | 5:43 |
| B2. | Up Jumped Spring                 | 6:39 |
| B3. | Echoes of Blues (Bob Cunningham) | 9:44 |

## Crédits

### Membres du groupe
- Freddie Hubbard : trompette, bugle
- James Spaulding : saxophone alto, flûte
- Albert Dailey : piano
- Bob Cunningham : basse
- Ray Appleton : batterie
- Ray Barretto : conga

### Équipes technique et production
- Production : Arif Mardin
- Direction artistique : Bob Defrin
- Coordination : Ilhan Mimaroglu
- Ingénieurs (enregistrement) : Adrian Barber, Phil Iehle, Tom Dowd
- Remastering : Elliott Federman
- Artwork : Curtice Taylor
- Photographie : David Gahr